# Partido Socialista de los Trabajadores (Panamá)
El Partido Socialista de los Trabajadores (PST) fue un pequeño partido político panameño de ideología trotskista, reconocido oficialmente en 1983.
Buscó sin éxito formar una alianza con el Partido del Pueblo de Panamá, de tendencia comunista, para "combatir el imperialismo yanqui" en las elecciones generales de 1984. El PST se mostró opuesto a unirse a la coalición oficialista UNADE de tendencia pro-Noriega y postuló a Ricardo Barría como candidato presidencial propio. 
El PST sólo obtuvo 2085 votos (0,33% del total de votos) y ningún diputado a la Asamblea Nacional, por lo que fue disuelto en noviembre de 1984.